# Jean-Pierre Kernoa
Jean-Pierre Lemaire, dit Jean-Pierre Kernoa ou Kernoa, est un parolier français également interprète, né le 19 juillet 1938 à Paris 14e et mort le 27 mars 2018 à Créteil,.

## Biographie
Jean-Pierre Lemaire est surtout connu pour avoir écrit les paroles de chansons de Maxime Le Forestier comme Éducation sentimentale, La Rouille ou Fontenay-aux-Roses, toutes trois parues en 1972 sur l'album Mon frère et faisant partie des titres majeurs de ce dernier.
Il a également collaboré à d'autres titres de Maxime Le Forestier en tant que parolier, notamment sur les albums Le Steak (Février de cette année-là, Parlez-moi de saison, Là où) et Les Jours meilleurs (Qui c'est l'type en noir?).
Il a en outre écrit quelques paroles de chansons pour Catherine Le Forestier (Sophie sur l'album L'Amour avec lui), Juliette Gréco (Dans ton lit de cristal sur l'album Face à face) ou Yves Duteil (Elle est brune sur l'album L'Écritoire). Il a également été parolier pour Daniel Guichard et Jean-Michel Caradec ou Stephan Reggiani pour son ami Alex Busanel et pour Yves Levêque (Elle dansait, Je vous raconterai ma vie, Se laisser aller, Histoire de toi, sur l'album N°1 Imagine)
En tant qu'interprète, il a sorti plusieurs singles dans les années 1970, dont Il ne me manque plus que toi ou Il se peut, dont il a écrit les paroles. Il a également publié trois albums, Oh ! Mes souvenirs, L'Autre saison et Regarder passer les trains.

## Discographie
En tant que parolier :
- 1969 - Sophie (Catherine Le Forestier)
- 1971 - Dans ton lit de cristal (Juliette Gréco)
- 1972 - Éducation sentimentale (Maxime Le Forestier)
- 1972 - La Rouille (Maxime Le Forestier)
- 1972 - Mourir pour une nuit (Maxime Le Forestier)
- 1972 - Fontenay-aux-Roses (Maxime Le Forestier)
- 1972 - Faut pas pleurer comme ça (Daniel Guichard)
- 1973 - Février de cette année-là (Maxime Le Forestier)
- 1973 - Parlez-moi de saison (Maxime Le Forestier)
- 1973 - Là où (Maxime Le Forestier)
- 1973 - Mauve (Maxime Le Forestier)
- 1973 - Tendre Garance (Jean-Michel Caradec)
- 1974 - De votre âge (Jean-Michel Caradec)
- 1974 - Elle est brune (Yves Duteil)
- 1975 - C'est un 15 novembre (Alex Busanel)
- 1980 - Au bout de la rue (Maxime Le Forestier)
- 1980 - Je pense à vous (Maxime Le Forestier)
- 1981 - Raconte-moi (Maxime Le Forestier)
- 1981 - L'Enfant et l'Étang (Maxime Le Forestier)
- 1981 - Le Fermier, le Dompteur, le Président et l'Autre (Maxime Le Forestier)
- 1982 - N°1 Imagine (Yves Levêque)
- 1983 - Qui c'est l'type en noir? (Maxime Le Forestier)

En tant que parolier et interprète :
- 1974 - Il se peut - Kako, single (production A. Busanel)
- 1975 - Oh ! Mes souvenirs, album
- 1976 - Il ne me manque que toi, single
- 1977 - L'Autre Saison, album
- 1978 - Regarder passer les trains, album